# Eriospermum bakerianum
Eriospermum bakerianum är en sparrisväxtart som beskrevs av Schinz. Eriospermum bakerianum ingår i släktet Eriospermum och familjen sparrisväxter.

## Underarter
Arten delas in i följande underarter:
- E. b. bakerianum
- E. b. tortuosum